# モルファン
モルファン(Morphan)は、化学物質の1つである。ベンゾモルファン系薬物の構造の基礎となっている。

ベンゾモルファン中のモルファン環（青色）